# Ripafratta
Ripafratta is een plaats (frazione) in de Italiaanse gemeente San Giuliano Terme.